# Communauté de communes des Portes du Poitou
La communauté de communes les Portes du Poitou était une communauté de communes française, située dans le département de la Vienne et la région Nouvelle-Aquitaine.
Elle avait été créée à partir de la fusion de la Communauté de communes Mâble et Vienne et de la Communauté de communes Vienne et Creuse le 1er janvier 2013. À compter du 1er janvier 2017, elle s'ajoute à la communauté d'agglomération de Grand Châtellerault.

## Composition
Elle regroupe 17 communes : 
| Nom                              | Code Insee | Gentilé           | Superficie (km2) | Population (dernière pop. légale) | Densité (hab./km2) |
| -------------------------------- | ---------- | ----------------- | ---------------- | --------------------------------- | ------------------ |
| Dangé-Saint-Romain (siège)       | 86092      | Dangéens          | 34,99            | 3 052 (2014)                      | 87                 |
| Antran                           | 86007      | Antranais         | 23,82            | 1 199 (2014)                      | 50                 |
| Buxeuil                          | 86042      | Buxeuillois       | 11,96            | 970 (2014)                        | 81                 |
| Ingrandes                        | 86111      | Ingrandais        | 35,03            | 1 768 (2014)                      | 50                 |
| Leigné-sur-Usseau                | 86127      |                   | 11,23            | 492 (2014)                        | 44                 |
| Leugny                           | 86130      | Leugnycois        | 15,74            | 429 (2014)                        | 27                 |
| Les Ormes                        | 86183      | Ormois            | 24,22            | 1 668 (2014)                      | 69                 |
| Mondion                          | 86162      | Mondionnais       | 8,91             | 100 (2014)                        | 11                 |
| Oyré                             | 86186      | Oyréens           | 33,19            | 1 007 (2014)                      | 30                 |
| Port-de-Piles                    | 86195      | Port-de-Pilois    | 5,32             | 553 (2014)                        | 104                |
| Saint-Christophe                 | 86217      |                   | 15,20            | 321 (2014)                        | 21                 |
| Saint-Gervais-les-Trois-Clochers | 86224      | Saint-Gervessiens | 39,15            | 1 322 (2014)                      | 34                 |
| Saint-Rémy-sur-Creuse            | 86241      | Saint-Rémois      | 12,94            | 398 (2014)                        | 31                 |
| Sérigny                          | 86260      |                   | 24,92            | 327 (2014)                        | 13                 |
| Usseau                           | 86275      | Usselois          | 18,95            | 642 (2014)                        | 34                 |
| Vaux-sur-Vienne                  | 86279      | Vauxois           | 7,00             | 584 (2014)                        | 83                 |
| Vellèches                        | 86280      | Vellèchois        | 19,64            | 390 (2014)                        | 20                 |

## Administration
| Période                                  | Période  | Identité | Étiquette | Qualité |
| ---------------------------------------- | -------- | -------- | --------- | ------- |
|                                          | en cours |          |           |         |
| Les données manquantes sont à compléter. |          |          |           |         |